# Yomiuri Giants
Yomiuri Giants (jap. 読売ジャイアンツ Yomiuri Jaiantsu) – japoński klub baseballowy z Tokio, występujący w zawodowej lidze Nippon Professional Baseball.
Klub powstał w 1934 roku i zdobył najwięcej tytułów spośród wszystkich zespołów występujących w NPB, dlatego porównywany jest z amerykańskim zespołem New York Yankees, który 27 razy wygrał World Series. Z tego względu Yomiuri Giants nazywani są „Japońskimi Jankesami”.

## Sukcesy
- Zwycięstwa w Japan Series (22):
1951–1953, 1955, 1961, 1963, 1965–1973, 1981, 1989, 1994, 2000, 2002, 2009, 2012
- Zwycięstwa w Central League (38):
1951–1953, 1955–1959, 1961, 1963, 1965–1973, 1976–1977, 1981, 1983, 1987, 1989–1990, 1994, 1996, 2000, 2002, 2007–2009, 2012–2014, 2019–2020